# Roches-sur-Marne
Roches-sur-Marne è un comune francese di 597 abitanti situato nel dipartimento dell'Alta Marna nella regione del Grand Est.

## Società

### Evoluzione demografica
Abitanti censiti